# Julià Roig
Julià Roig (?,?) fou un compositor català que visqué al segle xix.
Es conserven dues obres: una Missa per 6 veus i orquestra del primer terç segle xix i que es troba a l'arxiu Comarcal de la Garrotxa, i un Credo per a 3 veus i orquestra del darrer quart del segle xix i que es troba a l’arxiu de la Catedral-Basílica del Sant Esperit de Terrassa.